# Mouvement populaire (Maroc)
Pour les articles homonymes, voir Mouvement populaire.
 (février 2016).
Si vous disposez d'ouvrages ou d'articles de référence ou si vous connaissez des sites web de qualité traitant du thème abordé ici, merci de compléter l'article en donnant les références utiles à sa vérifiabilité et en les liant à la section « Notes et références ».
Le Mouvement populaire (abrégé en MP, en tamazight: ⴰⵎⵓⵙⵙⵓ ⴰⵎⴷⵏⴰⵏ - Amussu Amednan) est un parti politique marocain de centre-droite, d'idéologie amazighiste, ruraliste, et agrariste , créé en 1957 par Abdelkrim el Khatib, Caïdi Amahroq et Mahjoubi Aherdane. Il fait partie de la fédération Internationale libérale. 
Lors du 11e congrès national tenu le 12 juin 2010, Mohand Laenser a été reconduit au poste de secrétaire général pour quatre ans supplémentaires. Lors des élections législatives de 2011, le parti a obtenu 32 sièges à la chambre basse du parlement marocain, ce qui représente une perte de 9 sièges par rapport au scrutin de 2007.
Il est membre fondateur du Réseau libéral Al Hurriya.

## Historique
L'immédiat post-indépendance a vu la création du Mouvement populaire, prolongement politique légitime de la résistance et de l'Armée de libération. Cette création a servi de déclenchement au processus du pluralisme et des libertés publiques au Maroc. D'abord interdit et combattu avec acharnement par le gouvernement de l'époque, le MP a pu tenir son congrès constitutif, après la promulgation du dahir des libertés publiques du 15 novembre 1958. Le militantisme du jeune parti de l'espoir qu'il suscitait lui ont permis de s'implanter rapidement à travers toutes les régions du Maroc. Malgré les différentes crises qu'il a vécu, le MP a réalisé un parcours honorable, entièrement voué, avec abnégation, dans le gouvernement comme dans l'opposition, à la défense des institutions et à l'édification d'un Maroc pluriel, démocratique et moderne. Le 24 mars 2006, le MP s'est engagé dans une nouvelle voie, celle de la réunification de ses différentes composantes, pour d'abord concilier le MP avec son histoire et ensuite constituer une force de propositions, à l'heure des grands défis.
Le 5 octobre 2011, le MP annonce son adhésion à la coalition hétéroclite, l'Alliance pour la démocratie.
Lors des législatives de novembre 2011, le parti arrive sixième avec 32 sièges. Le 6 décembre 2011, le bureau politique du Mouvement populaire vote à l'unanimité le ralliement au Parti de la justice et du développement — vainqueur du scrutin —, outrepassant les réticences de la frange réformatrice de la base du parti.

## Représentation législative
| Législatives                  | 1963   | 1970   | 1977   | 1984   | 1993   | 1997   | 2002   | 2007   | 2011   | 2016   |
| Nombre de sièges              | 69/144 | 60/240 | 44/264 | 47/306 | 51/333 | 40/325 | 27/325 | 41/325 | 32/395 | 27/395 |
| Rang                          | 1er    | 2e     | 3e     | 3e     | 4e     | 4e     | 5e     | 3e     | 6e     | 5e     |
| Participation au gouvernement | oui    |        |        |        |        |        | oui    | oui    | oui    | oui    |

## Représentation au sein du gouvernement marocain
Dans le gouvernement El Othmani (depuis 2017) :
|  | Ministre           | Portefeuille |
|  | ------------------ | --- |
|  | Saaïd Amzazi       | Ministre de l'Éducation nationale, de la Formation professionnelle, de l'Enseignement supérieur et de la Recherche scientifique (depuis 2018)                                                        |
|  | Mohamed Laâraj     | Ministre de la Culture et de la Communication |
|  | Hammou Ouhelli     | Secrétaire d'État auptès du Ministre de l’Agriculture, de la Pêche maritime, du Développement rural et des Eaux et Forêts chargé du Développement Rural et des Eaux et Forêts                        |
|  | Fatna Lkhiyel      | Secrétaire d'État auprès du Ministre de l’Aménagement du territoire national, de l’Urbanisme, de l’Habitat et de la Politique de la ville , chargée de l’Habitat                                     |
|  | Mohamed El Gharass | Secrétaire d'État auprès du Ministre de l’Éducation nationale, de la Formation professionnelle, de l’Enseignement supérieur et de la Recherche scientifique , chargé de la Formation professionnelle |

Dans le gouvernement El Othmani II (depuis 2019) :
|  | Ministre         | Portefeuille |
|  | ---------------- | --- |
|  | Saaïd Amzazi     | Ministre de l'Éducation nationale, de la Formation professionnelle, de l'Enseignement supérieur et de la Recherche scientifique |
|  | Nouzha Bouchareb | Ministre de l’Aménagement du territoire national, de l’Urbanisme, de l’Habitat et de la Politique de la ville                   |